# أحمد الشويخات
أحمد بن مهدي بن محمد الشويخات هو أكاديمي سعودي وعضو في مجلس الشورى السعودي منذ تعيينه بأمر ملكي في 3/3/1434هـ الموافق 14 يناير، 2013م ثم جُدِّد تعيينه في في 3 ربيع الأول، 1438هـ الموافق لـ2 ديسمبر 2016م. وعضو لجنة الثقافة والإعلام والسياحة السعودية. حصل على بكالوريوس في التربية الإنجليزية من كلية التربية، بجامعة الرياض عام 1978م، وماجستير التربية المتعددة الثقافة من جامعة سان فرانسيسكو في عام 1980م ودكتوراه التربية والعلوم الاجتماعية من جامعة ستانفورد في 1985م.عين أستاذاً مساعداً ومشرفاً على قسم اللغات بجامعة الملك فيصل عام 1985م كلية التربية قسم اللغات الأجنبية. ثم عُيّن مستشاراً غير متفرغ بالأمانة العامة لمجلس التعاون لدول الخليج العربية عام 1990م عمل في معهد الدراسات الأمنية بالرياض وساهم في تأسيس مؤسسة أعمال الموسوعة العربية العالمية وإصدار إنتاجها. له عدة مقالات ومؤلفات وبحوث.

## الحياة التعليمية
- دكتوراه التربية والعلوم الاجتماعية في التربية (علم اللغة الاجتماعي)، جامعة ستانفورد، كاليفورنيا، الولايات المتحد الأمريكية، 1980- 1985م.[5]
- ماجستير التربية المتعددة الثقافة (تدريس اللغة الإنجليزية)، جامعة سان فرانسيسكو، كاليفورنيا، الولايات المتحدة الأمريكية، 1979-1980م.[5]
- بكالوريوس التربية وتدريس اللغة الإنجليزية، كلية التربية، جامعة الرياض (جامعة الملك سعود)، 1974-1978م.[5]

## الحياة العملية
- عضو مجلس الشورى اعتباراً من 3/3/1434هـ.[5][6]
- مستشار محتوى البرامج الثقافية والتعليمية بمركز الملك عبد العزيز الثقافي العالمي، شركة أرامكو، الظهران، السعودية 2011م.[5]
- مدير عام مشروع الموسوعة العربية العالمية، 1990-2012م.[7]
- مستشار تربوي بالأمانة العامة لمجلس التعاون لدول الخليج العربية، 1989-1990م.
- أستاذ مساعد بقسم اللغات الأجنبية بجامعة الملك فيصل بالأحساء، 1985-1987م.

## العضويات
- عضو مجلس إدارة نادي المنطقة الشرقية الأدبي بالدمام، (2006-2010م).
- عضو المجلس العلمي بجامعة الملك فيصل بالأحساء، (1986م).[5]
- رئيس لجنة الترجمة بنادي المنطقة الشرقية الأدبي بالدمام والإشراف على جماعة الترجمة، (2006م).[5]

## المؤلفات والبحوث
- مقترح مشروع الموسوعة العربية العالمية، 1990م.[5]
- «إستراتيجية المحتوى الثقافي الملائم» A Strategy of Valid Content للبرامج التعليمية والثقافية المزمع تقديمها في مركز الملك عبد العزيز الثقافي في شركة أرامكو.[5]
- الاتجاهات اللغوية لطلاب الدراسات العليا السعوديين في الولايات المتحدة الأمريكية، مقدمة لدراسة تباين الاتجاهات اللغوية لدى النخبة المثقفة، 1985م.[5]
- الأدب الإنجليزي، ج ثورتلي، ج روبرتس (ترجمة الدكتور أحمد الشويخات)، دار المريخ، الرياض 1990م.
- نبع الزمان (رواية)، 1990م، دار الكنوز الأدبية، بيروت.[8]
- الأميركي الذي قرأ جلجامش (رواية)، 2022م.[9]
- بحر الميزان (رواية)، 2023م.[10]
- عشرات المقالات الصحفية والثقافية والأدبية في صحف الرياض، اليوم، الجزيرة، قافلة الزيت، مجلة دارين، 1985-1990م.

## وصلات خارجية
- مقالة «الانتخابات والإبداع في أنديتنا الأدبية» لأحمد الشويخات على مجلة القافلة.

- موقع مجلس الشورى السعودي الرسمي.
- معرض صور مجلس الشورى السعودي.